# Frantz Kruger
Frantz Kruger (Kempton Park - Zuid-Afrika, 22 mei 1975) is een Zuid-Afrikaanse discuswerper, die sinds 5 juni 2007 voor Finland uitkomt. Hij was ook een goed kogelstoter. In 1994 werd hij Afrikaans kampioen in deze discipline.

## Biografie

### Wereldkampioen bij de junioren en Gemenebestkampioen
Zijn eerste internationale succes behaalde Kruger in 1994 op de wereldkampioenschappen voor junioren in Lissabon. Met een beste worp van 58,22 m wierp hij bij het discuswerpen bijna een halve meter verder dan zijn naaste concurrent en dat leverde hem de titel op.
Bij de senioren boekte hij vier jaar later succes door op de Gemenebestspelen van 1998 met de discus als tweede te eindigen. Weer vier jaar later deed hij het op dit toernooi nog beter: hij won het discuswerpen ditmaal, door 66,39 te werpen. Hij versloeg hiermee de Canadees Jason Tunks (zilver) - die een jaar later met de Nederlandse werpster Lieja Koeman zou trouwen - en Robert Weir (brons). Dat jaar verbrak hij ook het Afrikaanse record discuswerpen met een worp van 70,32.

### Olympisch brons in Sydney
Intussen had Frantz Kruger in 2000 deelgenomen aan de Olympische Spelen van Sydney, waar hij met de discus een bronzen medaille veroverde. Vier jaar later, op de Olympische Spelen van Athene, werd hij op ditzelfde onderdeel vijfde.
Kruger nam in totaal aan vijf wereldkampioenschappen deel, maar wist op dit kampioenschap nooit tot het podium door te dringen. Op de wereldkampioenschappen van 2001 werd hij achtste, op die van 2003 zesde, net als twee jaar later in Helsinki.
In 2007, voor het eerst uitkomend voor zijn nieuwe vaderland Finland, wierp Kruger 60,72 in de voorronde van de WK in Osaka en haalde hij zelfs de finale niet. Het was bovendien de eerste keer sinds 1999 dat hij bij een wereldtoernooi niet in de top-acht eindigde. De troostprijs kwam enkele weken later in Helsingborg. De wedstrijd in Zweden was geafficheerd als gelegenheid om onder vrijwel altijd goede omstandigheden records te verbeteren. Frantz Kruger greep de gelegenheid aan en brak de wedstrijd meteen in de eerste ronde al open met een uithaal naar 69,97. Niet alleen stond hij daarmee gelijk overtuigend derde op de wereldranglijst achter de giganten Gerd Kanter en Virgilijus Alekna, maar als nieuwbakken Fin wierp hij tevens een nationaal record.

### Terugval
In 2009 trok Kruger de 'schande' van Osaka in zoverre recht, dat hij op de WK in Berlijn de finale weer wel haalde. Verder dan een twaalfde plaats kwam hij daarin overigens niet. Een jaar eerder had hij op de Olympische Spelen in Peking al iets dergelijks meegemaakt, want daar deed hij het met een elfde plaats nauwelijks beter.
Bij de Europese kampioenschappen van 2010 in Barcelona haalde Franz Kruger de finale niet. Met een negende plaats in zijn kwalificatiegroep en een twintigste in de totaalrangschikking over beide groepen kwam hij er zelfs niet in de buurt. Slechts een van zijn drie worpen was geldig en die kwam niet verder dan 59,55. De Zuid-Afrikaanse Fin, in 2002 goed voor een worp over de 70 meter, heeft dat niveau sindsdien nooit meer gehaald en verkeert onmiskenbaar in de nadagen van zijn atletiekcarrière.
Frantz Kruger is getrouwd met de Finse hink-stap-springster Heli Koivula en studeert medicijnen.

## Titels
- Afrikaans kampioen discuswerpen - 1998, 2004
- Zuid-Afrikaans kampioen discuswerpen - 1996, 1999, 2000, 2001, 2002, 2003, 2004, 2005
- Afrikaans kampioen junioren kogelstoten - 1994
- Afrikaans kampioen junioren discuswerpen - 1994
- Wereldkampioen junioren discuswerpen - 1994

## Persoonlijke records
Outdoor
| Onderdeel    | Prestatie    | Datum       | Plaats            |
| ------------ | ------------ | ----------- | ----------------- |
| discuswerpen | 70,32 m (AR) | 26 mei 2002 | Salon-de-Provence |

Indoor
| Onderdeel    | Prestatie | Datum            | Plaats     |
| ------------ | --------- | ---------------- | ---------- |
| discuswerpen | 64,00 m   | 18 februari 2008 | Mustasaari |

## Palmares

### discuswerpen
Kampioenschappen
- 1994:  WJK - 58,22 m
- 1998:  Gemenebestspelen - 63,93 m
- 1998:  Wereldbeker - 65,73 m
- 1999:  Afrikaanse Spelen - 61,02 m
- 2000:  OS - 68,19 m
- 2001:  Goodwill Games - 67,84 m
- 2001:  IAAF Grand Prix - 63,61 m
- 2001: 8e WK - 65,27 m
- 2002:  Gemenebestspelen - 66,39 m
- 2002:  Wereldbeker - 66,78 m
- 2003: 6e WK - 65,26 m
- 2004: 5e OS - 64,34 m
- 2004: 8e Wereldatletiekfinale - 59,65 m
- 2005: 6e WK - 64,23 m
- 2005: 5e Wereldatletiekfinale - 63,19 m
- 2007: 11e in kwal. WK - 60,72 m
- 2008: 5e Europese Wintercup - 61,71 m
- 2008: 11e OS - 61,98 m
- 2009: 12e WK - 59,77 m
- 2010: 9e in kwal. EK - 59,55 m

Golden League-podiumplekken
- 2000:  Weltklasse Zürich – 67,81 m
- 2000:  Memorial Van Damme – 66,82 m
- 2000:  ISTAF – 67,32 m
- 2001:  Weltklasse Zürich – 66,94 m
- 2002:  Weltklasse Zürich – 64,98 m
- 2004:  Meeting Gaz de France – 65,35 m
- 2005:  Weltklasse Zürich – 67,30 m